# True Jackson
True Jackson (True Jackson, VP) è una sitcom statunitense, in onda negli Stati Uniti dall'8 maggio 2008 al 20 agosto 2011 su Nickelodeon. In Italia è invece trasmessa dal 14 settembre 2009 sempre su Nickelodeon ed in chiaro dal 3 maggio 2010 su Italia 1.
Nelle prime due stagioni spesso sono stati presenti, in numerosi episodi, delle guest star d'eccezione. La sigla iniziale è stata scritta da Toby Gad e Keke Palmer e interpretata dalla Palmer. La serie è girata di fronte ad un pubblico in studio (come in molte sitcom statunitensi), e ciò viene citato all'inizio di ogni episodio.

## Trama
La quindicenne True Jackson vendeva panini con l'amico Ryan nell'agenzia di moda MadStyle in New York. Quando lo stilista Max Madigan, fondatore e CEO di MadStyle, si rende conto che i vestiti indossati dalla ragazza sono i suoi, ma modificati in modo da adattarsi ai suoi scopi personali, si complimenta con la ragazza. Max ama quel design modificato, e ingaggia True per essere il nuovo vicepresidente della divisione giovani della sua azienda di abbigliamento di moda.
True assume la sua migliore amica Lulu per essere il suo assistente, dopo che il vecchio assistente Cricket si era licenziato perché inorridito dall'essere diventato l'assistente di una ragazzina. Con l'aiuto di Lulu, Ryan, Oscar, segretario e maggiore operatore dell'azienda, dello stesso Max e di Jimmy Madigan, nipote di Max e addetto alla consegna della posta (di cui True è innamorata), riuscirà a creare nuovi e bellissimi abiti di moda e a portare a termine tutti i suoi lavori, nonostante vari ostacoli, come la sua egocentrica collega Amanda, meno entusiasta di lavorare con una ragazzina, per gelosia ma che di tanto in tanto si dimostra una brava persona.

## Produzione
Dopo il grande successo riscosso dalla prima stagione, che ha esordito con 4.8 milioni di spettatori, la serie è stata rinnovata per una seconda stagione di 20 episodi il 5 maggio 2009.
Essa è stata poi seguita da una terza ed ultima stagione, che ha debuttato su Nickelodeon l'11 settembre 2010 e si è conclusa il 20 agosto 2011.

## Curiosità
- Kopelman, che viene sempre sbattuto fuori dalle riunioni in ogni puntata dal signor Madigan, è interpretato da Dan Kopelman, produttore esecutivo e sceneggiatore della serie.
- È proprio in questa serie che il cantante Justin Bieber ha esordito come attore, nel ruolo di sé stesso.

## Episodi
| Stagione         | Episodi | Prima TV originale | Prima TV Italia |
| ---------------- | ------- | ------------------ | --------------- |
| Prima stagione   | 26      | 2008-2009          | 2009            |
| Seconda stagione | 20      | 2009-2010          | 2010-2011       |
| Terza stagione   | 14      | 2010-2011          | 2014            |